# Верхняя Липица (могильник)
Верхняя Липица — археологический памятник, древний могильник, расположенный в селе Верхняя Липица Рогатинской общины Ивано-Франковской области Украины.
Памятник датируется периодом от 70-х годов I века до последней четверти II века. От названия памятника пошло название липицкой культуры. Исследован 1889—1890 годах И. Коперницким. Материалы раскопок опубликованы в 1932 году М. Смишко. Открыто 67 погребений: 60 кремаций и 7 телоположений, а также остатки трёх специальных очагов для сжигания тел, так называемых устрин. Кости похороненных в основном были помещены в накрытые урны, преимущественно гончарные, или в ямы. Сопровождающий инвентарь: керамические сосуды-приставки, фибулы, ключи, ножи, шила, пряжки, зеркальца, пряслица, бусы.